# 405. strelska divizija (ZSSR)
405. strelska divizija (izvirno rusko 405. стрелковая дивизия; kratica 405. SD) je bila strelska divizija Rdeče armade v času druge svetovne vojne.

## Zgodovina
Divizija je bila ustanovljena leta 1941 v Kazahstanu. 3. marca 1942 je bila razpuščena in moštvo premeščeno v 120. strelsko divizijo.